# تووستمستی
تووستمستی (به لاتین: Tłustomosty) یک منطقهٔ مسکونی در لهستان است که در Gmina Baborów واقع شده‌است.